# Distretto di Lice
Il distretto di Lice (in turco Lice ilçesi, AFI ˈlidʒe), (in curdo: Licê; in turco ottomano: ليجه,) è uno dei distretti della provincia di Diyarbakır, in Turchia.
La popolazione era di 9.644 abitanti nel 2010. Si trova a 90 km dal capoluogo di provincia, Diyarbakır. Il sindaco è Rezan Zoğurlu (BDP)
Il 6 settembre 1975, Lice fu colpita da un terremoto valutato grave sulla scala di intensità di Mercalli. Più di 2.300 persone sono state uccise.
Il Partito dei Lavoratori del Kurdistan (PKK), venne fondato nel villaggio di Fis, nel distretto di Lice, il 27 novembre 1978..
Il massacro di Lice si svolse qui dal 20 al 23 ottobre 1993.
Il castello curdo di Ataq esisteva nei pressi della moderna Lice.